# كتاب الصداقة

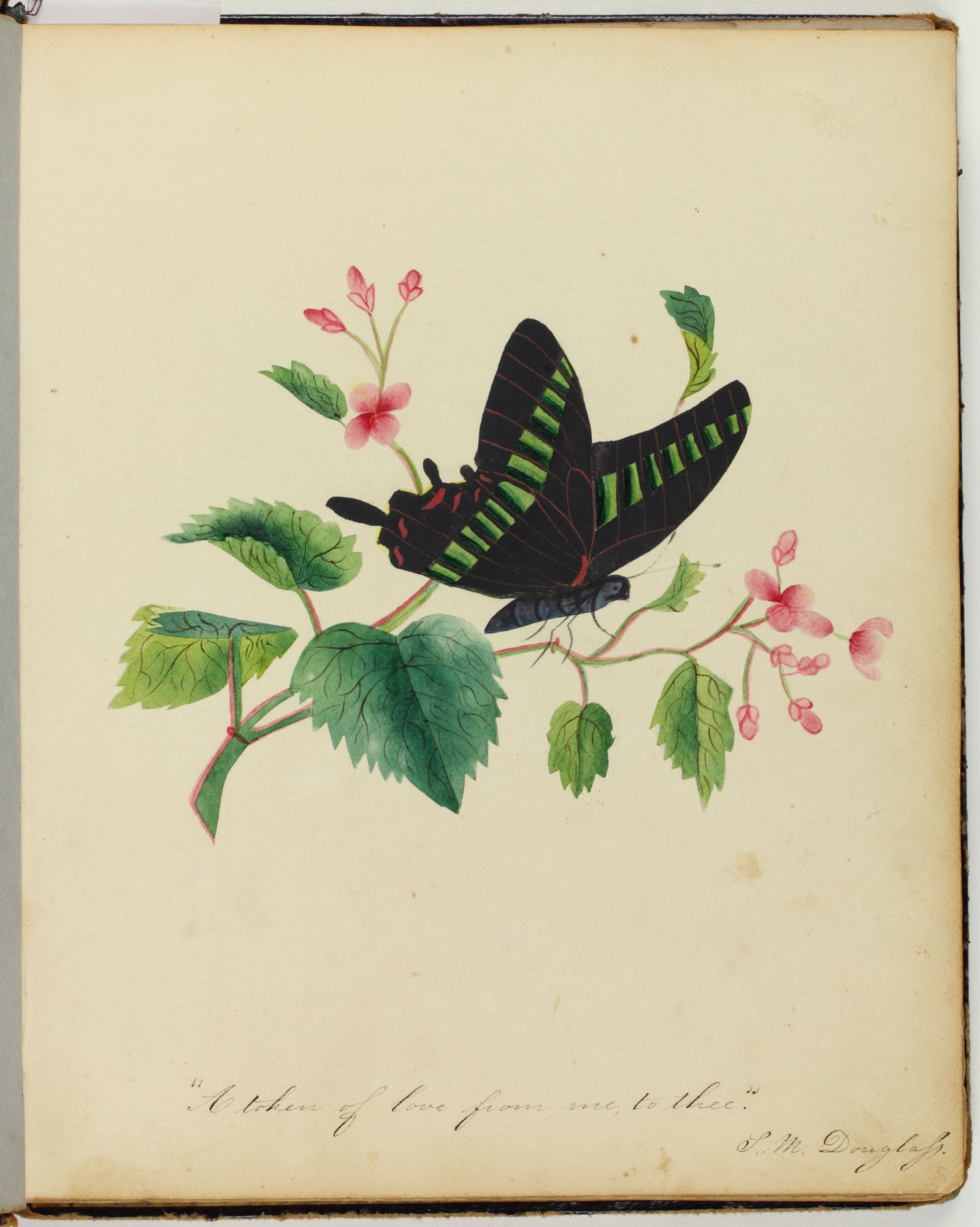
صفحة من ألبوم إيمي ماتيلدا كاسي التي رسمتها سارة مابس دوغلاس، كاليفورنيا. لوحة فنية عام 1833 تصور فراشة سوداء بعنوان "عربون حب مني إليك".

كتب الصداقة (المعروفة أيضًا باسم "FBs" اختصارا) عبارة عن كتيبات صغيرة مصنوعة عن طريق تدبيس الورق معًا بواسطة دبابيس، أو في بعض الأحيان تكون مجرد أوراق أو شرائط من الورق. عادةً ما تكون مزخرفة، والشخص الذي يبدأ الكتاب يكتب اسمه وعنوانه كأول شخص يرسل الكتاب. غالبًا ما يقوم الأشخاص بتضمين قائمة الاهتمامات أيضًا. يتم بعد ذلك تمرير الكتاب من صديق إلى صديق، ويمكن أن يصبح في كثير من الأحيان أيضًا وسيلة للتعرف على أصدقاء جدد. يأمل معظم الأشخاص في رؤية الكتاب مرة أخرى بمجرد امتلاءه، لذا يضيفون عنوانهم البريدي العائد إلى الوراء على الغلاف الخلفي للكتاب أيضًا، أو يكتبون عليه عبارة "العودة إلى المرسل". يقوم الأشخاص أيضًا أحيانًا بإنشاء كتب الصداقة لشخص آخر بدلا من أنفسهم، وفي هذه الحالة يكتبون اسم وعنوان المستلم في المقدمة/في الأعلى. يجد بعض الأشخاص أن كتب الصداقة ممتعة لأنه يمكنك معرفة أين كانت عن طريق العودة إلى المرسل/المستلم الأصلي.
تؤدي كتب الصداقة الألمانية (أو ألبومات الشعر) غرضًا مشابهًا ولكن تحتفظ بها ولا يتم إرسالها بعيدًا. يعتبر الوصول إليها أكثر حميمية، وفي بعض الأحيان يحتوي الكتاب على قفل. غالبًا ما تشتمل المعلومات المقدمة عن الشخص نفسه على اقتباسات وأشعار وحكم دنيوية. عادةً ما تكون هذه الكتب أشبه باليوميات المشتركة بين أفضل صديقين أو زوجين ويحتفظ بها في أحد منازلهم.
تُعرف كتب الصداقة التي تتطلب من المشاركين رسما أو استخدام الملصقات أو صور من المجلات باسم كتب الصداقة "ديكو" أو ببساطة "ديكورات". عادةً ما يجب على كل مشارك في "ديكو" استخدام صفحة كاملة للتعبير عن نفسه. يتم استخدام اللمعان والخرز والريش وغيرها من مستلزمات الحرف الورقية الأخرى بشكل متكرر في "ديكو". على الرغم من التعبيرات الفنية المستخدمة في هذه الأنواع من كتب الصداقة، إلا أن القواعد الأساسية لتمرير كتاب الصداقة من شخص لآخر هي نفسها.
عندما يكون "كتاب الصداقة" مكونا من صفحة واحدة فقط (بدون دبابيس)، فإنه يُسمى "ورقة الصداقة". إذا كانت الصفحة صغيرة، مثل حجم البطاقة البريدية أو أصغر، يطلق عليها "كرام". أما كتب الصداقة التي تحتوي على موضوع موسيقي، والتي يتعين عليك فيها إضافة كلمات الأغاني إلى مشاركتك، يطلق عليها "ليريكس" أو "ورقة الكلمات".

## السلامات
السلامات عبارة عن كتب صداقة تتضمن موضوعًا للأسئلة، سواء كانت "قم بالتوقيع إذا أعجبك ما يلي" أو "ما هو المفضل لديك" أو أسئلة أخرى مماثلة. عادةً ما تتألف هذه الكتب من صفحة واحدة لتسجيل الدخول، وعدة صفحات من الأسئلة، ثم صفحة تسجيل الخروج في النهاية. يمكن أن تكون السلامات ذات مواضيع محددة أو عادية. عادة ما تكون صغيرة مثل كتاب الصداقة القياسي. غالبًا ما تحتوي على صفحة "تسجيل الدخول" تضع فيها اسمك أو التوقيع، ثم تحتوي كل صفحة غالبًا على سؤال تجيب عليه (مثلا: متى كانت آخر مرة قلت فيها "أحبك") وسيقوم الموقع بكتابة رد مناسب. في النهاية غالبًا ما تكون هناك صفحة تسجيل خروج بالإضافة إلى تاريخها. السلامات لديها العديد من الاختلافات ويمكن أن تكون هناك سلامات "توقيع إذا" (لا تقوم بالتوقيع إلا إذا كان البيان أو السؤال ينطبق عليك). يتم التعامل مع هذه الأمور بعدة طرق، لكن معظمها يصبح أكثر وضوحًا عندما تمتلكها بين يديك.

## الكرام
هي عبارة عن صفحات أو كتب صداقة، ولكن لا تتضمن أي معلومات شخصية فيها. الفكرة (كما يشير الاسم بالإنجليزية) هي "ضغط" أكبر عدد ممكن من الأسماء والعناوين في المساحة المتوفرة. يهدف هذا النوع من الكتب إلى تسجيل أكبر قدر من المشاركين دون الحاجة إلى مشاركة معلومات شخصية.

## ورقة الصداقة
كما يوحي الاسم، فإن أوراق الصداقة تشبه تقريبًا كتب الصداقة، ولكنها مصنوعة على ورقة واحدة أوورق الرسائل.

## ديكوز
ديكوز تشبه إلى حد كبير كتب الصداقة، ولكنها غالبًا ما تكون أكبر حجمًا. يزين الغلاف بمواد مثيرة للاهتمام مثل صور المجلات والطوابع المطاطية وأوراق الزينة وغيرها من الزخارف. وكل شخص يوقع يقوم بتزيين صفحة كاملة في الكتاب. في بعض الأحيان يكون للكتاب موضوع معين، على سبيل المثال القطط. ثم يقوم كل شخص بتزيين صفحته وفقًا للموضوع. كما هو الحال مع صفحات كتب الصداقة، عندما تكون ممتلئة ترسل إلى المنزل للشخص الذي تم إعداد الكتاب من أجله.

## ليريكس
تشبه ليريكس إلى حد كبير الديكوز باستثناء أنه يتم تزيين كل صفحة باستخدام كلمات من أغنية. بعضها يكون أكثر وضوحًا حيث تكتب الكلمات ببساطة، بينما تكون البعض الآخر أكثر فنا مع الصور والتزيينات الزخرفية الأخرى.

## اقتباسات
تشبه الاقتباسات الكتب التي تحتوي على كلمات الأغاني (ليريكس)، ولكنها تحتوي بدلاً من كلمات الأغاني على اقتباسات من الأفلام. يمكن أيضًا أن تكون هذه الكتب موضوعية، مثل اقتباسات فيلم براد بيت. يمكن أن تكون الاقتباسات عبارة عن نصوص بسيطة أو مزخرفة.

## أنظر أيضا
قلم بال